# 조민희 (배우)
조민희(趙珉嬉, 1970년 6월 15일 ~ )는 대한민국의 배우다.

## 생애
대한민국 충청북도 청주 출신이며, 2남 2녀 중 막내다. 충청북도 청주에서 출생하였으며, 한 때 충청남도 부여와 전라남도 여수에서 잠시 유년기를 보낸 적이 있는 그녀는 1980년 KBS청주방송총국 어린이 합창단 단원으로 합창단원 활동을 한 적이 있으며, 1993년 대전EXPO 동력자원부 홍보 모델에 발탁되었다. 이화여자대학교 성악학과를 졸업하였으며, 졸업 직전인 1993년 1월 KBS 한국방송공사 15기 공채 탤런트로 선발되었다. 1997년 4월 27일(일요일) 다섯 살 연상의 권장덕과 결혼하여 1녀 1남(딸 권영하, 아들 권태원)를 두었다.

## 학력
- 1983년 2월 : 우암국민학교 (졸업)
- 1986년 2월 : 청주중앙여자중학교 (졸업)
- 1989년 2월 : 충북여자고등학교 (졸업)
- 1993년 2월 : 이화여자대학교 성악학과 (부전공 : 피아노) (졸업)

## 출연작

### 뮤지컬
- 1989년 《포기와 베스》 ... 클라라 역(여자 조연)
- 1992년 《라 트라비아타》 ... 비올레타 역(여자 주연)
- 1992년 《집시 남작》 ... 아르제나 역(여자 조연)

### 연극
- 1992년 《약한 자의 슬픔》 ... 혜숙 역(여자 조연)

### 텔레비전 드라마
- 1992년 : KBS2 캠퍼스드라마 《내일은 사랑》 ... 한혜연 역
- 1993년 : KBS1 설특집드라마 《봉이전》 ... 명월 역
- 1993년 : KBS2 일요단막극 《드라마게임》
- 1993년 : KBS2 수목미니시리즈 《살아남은 자의 슬픔》
- 1994년 : KBS1 8.15 특집드라마 《빈 잔의 축배》 ... 유은정 역
- 1994년 : KBS2 월화대하드라마 《한명회》 ... 정현왕후 윤씨 역
- 1994년 : KBS2 주말연속극 《딸부잣집》 ... 윤연실(권소령의 친구) 역
- 1995년 : KBS2 토요단막극 《단막극장》
- 1995년 : MBC 금요단막극 《베스트극장》
- 1995년 : SBS 특집드라마 《60%의 사랑》
- 1995년 : KBS1 일일연속극 《바람은 불어도》 ... 안수진 역
- 1995년 : KBS1 대하드라마 《찬란한 여명》 ... 영보당 귀인 이씨 역
- 1995년 : KBS2 월화미니시리즈 《남자 만들기》 ... 오지나(도명철 훈련병의 약혼녀) 역
- 1996년 : EBS 설날특집극 《까치 까치 설날은》 ... 남혜리 역
- 1996년 : KBS1 TV 소설 《하얀 민들레》 ... 한정민 역
- 1996년 : KBS2 아침드라마 《여자는 어디에 머무는가》
- 1997년 : MBC 금요단막극 《베스트극장 - 네발 자전거》- 정란 역
- 2000년 : SBS 주말극장 《왕룽의 대지》
- 2000년 : KBS1 대하드라마 《태조 왕건》 ... 고비녀 역
- 2014년 : tvN 금토드라마 《갑동이》 ... 류태오의 어머니 역 (특별출연)

### MC
- 1995년 : KBS1 《스포츠 파노라마》
- 1995년 : KBS2 《1995 KBS 슈퍼 탤런트 선발 대회》 ... (MC with 윤다훈)
- 1995년~1996년 : KBS2 《생방송 아침을 달린다 - 토요특집》

### 텔레비전 프로그램
- 1995년 : KBS1 《아침마당》
- 1995년~1997년 : KBS2 《행운의 일요특급》
- 1996년~2008년 : KBS2→KBS1 《가족 오락관》 다수 출연
- 1997년 : EBS 《문화센터》
- 2001년 : KBS1 《퀴즈 탐험 신비의 세계》
- 2002년 : KBS2 《행복채널》
- 2003년 : 동아TV 《비바 웨딩》
- 2003년 : KBS1 《퀴즈 대한민국》
- 2006년 : KBS2 《비타민》
- 2010년 : SBS 《스타주니어쇼 붕어빵》
- 2011년 : KBS2 《여유만만》
- 2011년 : MBC 《기분 좋은 날》
- 2011년~2013년 : EBS 《부모》
- 2012년 : SBS 《스타 부부쇼 자기야》
- 2013년 : 채널A 《웰컴 투 시월드》
- 2013년 : JTBC 《유자식 상팔자》
- 2014년 : JTBC 《화끈한 가족》
- 2014년 : 채널A 《내조의 여왕》
- 2014년 : KBS2 《출발드림팀 시즌 2》
- 2014년 : MBN 《아빠의 청춘 블루진》
- 2014년 : 채널A 《나는 몸신이다》
- 2015년 : EBS 《신년 특집 토론 대한민국 교육을 말한다》

### 라디오 프로그램
- 2015년 EBS FM 《EBS 책 읽는 라디오 낭독 시리즈》

### 광고
- NH농협 《또래오래》(with 김유정)
- (주)진양 유니 스포츠
- (주)한일합섬 윈디 (1985)